# Reinhold Kleinfeld
Reinhold Kleinfeld (Kleinfeldius; * 5. August 1575; † 7. November 1628 in Danzig) war Ratssekretär in Danzig.

## Leben
Reinhold Kleinfeld war Sohn eines gleichnamigen Danziger Schöffen und Ratsherrn. Er studierte 1593 Rechtswissenschaft in Leiden als Stipendiat seiner Heimatstadt, 1598 in Basel, 1600 in Heidelberg, in Italien (Siena) und in Frankreich. 1602 wurde er zum Danziger Ratssekretär bestellt. 1605 wurde er königlich-polnischer Sekretär und Inhaber des Gutes Hohenwalde.
In einem Streit der Stadt Elbing mit dem ermländischen Bischof führte der Stadtsekretär Reinhold Kleinfeld 1615 zusammen mit dem Bürgermeister und dem Ratsverwandten die Delegation Danzigs an. Dabei unterstützten die Schwesternstädte Danzig und Thorn die Elbinger in den offiziellen Verhandlungen gegen die Verkündigung des Bannes der Reichsacht im Streitfall mit dem Bischof von Ermland und den Marienburger Woiwoden. Hauptstreitpunkt war die Forderung des Bischofs an die Evangelischen nach Herausgabe der Pfarrkirche. Die Schwesternstädte Thorn und Danzig waren entschlossen, in diesem Kirchenstreit dem Bischof und dem König mit Waffengewalt entgegenzutreten. Im letzten Moment wurde der Bürgerkrieg in den ersten Tagen des Jahres 1616 durch die Mission des Sekretärs Reinhold Kleinfeld abgewendet, der es durch geschickte Verhandlungen mit dem Bischof schaffte, den Frieden und die Ruhe des Landes zu erhalten.
Der calvinistische Pfarrer Anton Praetorius führt ihn 1613 (wohl wegen seines calvinistischen Bekenntnisses) in seiner Widmungsliste in seinem Buch Gründlicher Bericht von Zauberey auf, in welchem er gegen Hexenprozesse und Folter protestiert.

## Familie
In erster Ehe heiratete Kleinfeld am 16. Juli 1607 Elisabeth Wolder († 1617), mit der er drei Kinder hatte. In zweiter Ehe heiratete er 1619 Brigitta Brandes aus Danzig (1592–1664). Seine Schwester war Elisabeth Kleinfeld. Weitere Personen des Namens Kleinfeld werden als Stadtschreiber und Ratsherr aufgeführt.